# ادوين كاسترو
ادوين كاسترو (بالإسبانية: Fabry Castro) (21 فبراير 1992 كولومبيا - ) هو لاعب كرة قدم كولومبي يلعب كلاعب وسط.

## روابط خارجية
- ادوين كاسترو على موقع قاعدة بيانات كرة القدم.إي يو (الإنجليزية)
- ادوين كاسترو على موقع Soccerway.com (الإنجليزية)
- ادوين كاسترو على موقع عالم كرة القدم.نت (الإنجليزية)